# Montgreleix
Montgreleix település Franciaországban, Cantal megyében. Lakosainak száma 31 fő (2022. január 1.). Montgreleix Chanterelle, Condat, Marcenat, Anzat-le-Luguet, Espinchal, La Godivelle és Saint-Alyre-ès-Montagne községekkel határos.

## Népesség
A település népességének változása:
| Lakosok száma | 116  | 91   | 57   | 56   | 37   | 42   | 44   | 45   | 41   | 31   |
|               | 1968 | 1982 | 1990 | 2006 | 2013 | 2015 | 2017 | 2019 | 2020 | 2022 |